# Zapasy na Letnich Igrzyskach Olimpijskich 1980 – kategoria do 68 kg w stylu klasycznym
Zmagania mężczyzn w wadze 68 kg to jedna z dziesięciu męskich konkurencji w zapasach w stylu klasycznym rozgrywanych podczas Letnich Igrzysk Olimpijskich 1980. Pojedynki w tej kategorii wagowej odbyły się w dniach 22 – 24 lipca.

## Klasyfikacja[2]
| Pozycja | Nazwisko                  | Kraj       |
| ------- | ------------------------- | ---------- |
| 1       | Ștefan Rusu               | Rumunia    |
| 2       | Andrzej Supron            | Polska     |
| 3       | Lars-Erik Skiöld          | Szwecja    |
| 4       | Suren Nałbandian          | ZSRR       |
| 5       | Bujandelgerijn Bold       | Mongolia   |
| 6       | Iwan Atanasow             | Bułgaria   |
| 7       | Reinhard Hartmann         | Austria    |
| 8       | Károly Gaál               | Węgry      |
| 9       | Lionel Lacaze             | Francja    |
| .       | Khaled El-Khaled          | Syria      |
| 11      | Ferenc Čaba               | Jugosławia |
| 12      | Mohammed Moustafa Mahmoud | Irak       |
| 13      | Sakhidad Hamidi           | Afganistan |
| .       | Mohamed Moualek           | Algieria   |
| .       | Tapio Sipilä              | Finlandia  |

## Zasady
Przyjęto zasadę punktów karnych, gdzie zdobycie sześciu punktów lub więcej eliminowało zawodnika z turnieju. Kolejność miejsc medalowych ustalona została w specjalnej rundzie finałowej, z udziałem trzech zawodników z najmniejszą liczbą takich punktów.
- TPP — Punkty karne razem
- MPP — Punkty karne pojedynku
- TF — Łopatki
- DQ — Dyskwalifikacja za pasywność
- D2 — Dyskwalifikacja obu zawodników za pasywność

## Punktacja
- 0 — Wygrana na łopatki, przewagę techinczną, pasywność, kontuzję
- 0.5 — Wygrana na punkty  (8-11 punktów różnicy)
- 1 — Wygrana na punkty  (1-7 punktów różnicy)
- 2 — Dyskwalifikacja za pasywność, zwycięzca również był pasywny
- 3 — Przegrana na punkty (1-7 punktów różnicy)
- 3.5 — Przegrana na punkty (8-11 punktów różnicy)
- 4 — Przegrana na łopatki, przewagę techiczną, pasywność, kontuzję

## Wyniki[3]

### Pierwsza runda
| TPP | MPP |                     | Wynik\|Czas |                           | MPP | TPP |
| --- | --- | ------------------- | ----------- | ------------------------- | --- | --- |
| 4   | 4   | Lionel Lacaze       | DQ / 5:25   | Ferenc Čaba               | 0   | 0   |
| 4   | 4   | Iwan Atanasow       | TF / 5:35   | Ștefan Rusu               | 0   | 0   |
| 4   | 4   | Tapio Sipilä        | DQ / 5:16   | Suren Nałbandian          | 0   | 0   |
| 4   | 4   | Mohamed Moualek     | TF / 0:58   | Károly Gaál               | 0   | 0   |
| 0   | 0   | Andrzej Supron      | DQ / 5:28   | Sakhidad Hamidi           | 4   | 4   |
| 1   | 1   | Bujandelgerijn Bold | 18 - 15     | Mohammed Moustafa Mahmoud | 3   | 3   |
| 0   | 0   | Lars-Erik Skiöld    | TF / 4:01   | Reinhard Hartmann         | 4   | 4   |
| 0   |     | Khaled El-Khaled    |             | Bez walki                 |     |     |

### Druga runda
| TPP | MPP |                           | Wynik\|Czas |                     | MPP | TPP |
| --- | --- | ------------------------- | ----------- | ------------------- | --- | --- |
| 4   | 4   | Khaled El-Khaled          | DQ / 4:26   | Lionel Lacaze       | 0   | 4   |
| 3   | 3   | Ferenc Čaba               | 2 - 7       | Iwan Atanasow       | 1   | 5   |
| 0   | 0   | Ștefan Rusu               | TF / 3:48   | Tapio Sipilä        | 4   | 8   |
| 0   | 0   | Suren Nałbandian          | DQ / 4:56   | Mohamed Moualek     | 4   | 8   |
| 4   | 4   | Károly Gaál               | DQ / 8:27   | Andrzej Supron      | 0   | 0   |
| 8   | 4   | Sakhidad Hamidi           | DQ / 5:47   | Bujandelgerijn Bold | 0   | 1   |
| 7   | 4   | Mohammed Moustafa Mahmoud | DQ / 5:07   | Lars-Erik Skiöld    | 0   | 0   |
| 4   |     | Reinhard Hartmann         |             | Bez walki           |     |     |

### Trzecia runda
| TPP | MPP |                   | Wynik\|Czas |                     | MPP | TPP |
| --- | --- | ----------------- | ----------- | ------------------- | --- | --- |
| 4   | 0   | Reinhard Hartmann | DQ / 6:46   | Khaled El-Khaled    | 4   | 8   |
| 8   | 4   | Lionel Lacaze     | DQ / 8:36   | Iwan Atanasow       | 0   | 5   |
| 7   | 4   | Ferenc Čaba       | TF / 7:30   | Ștefan Rusu         | 0   | 0   |
| 1   | 1   | Suren Nałbandian  | 4 - 2       | Károly Gaál         | 3   | 7   |
| 0   | 0   | Andrzej Supron    | TF / 7:10   | Bujandelgerijn Bold | 4   | 5   |
| 0   |     | Lars-Erik Skiöld  |             | Bez walki           |     |     |

### Czwarta runda
| TPP | MPP |                     | Wynik\|Czas |                | MPP | TPP |
| --- | --- | ------------------- | ----------- | -------------- | --- | --- |
| 1   | 1   | Lars-Erik Skiöld    | 10 - 10     | Iwan Atanasow  | 3   | 8   |
| 8   | 4   | Reinhard Hartmann   | TF / 3:37   | Ștefan Rusu    | 0   | 0   |
| 4   | 3   | Suren Nałbandian    | 2 - 4       | Andrzej Supron | 1   | 1   |
| 5   |     | Bujandelgerijn Bold |             | Bez walki      |     |     |

### Piąta runda
| TPP | MPP |                     | Wynik\|Czas |                  | MPP | TPP |
| --- | --- | ------------------- | ----------- | ---------------- | --- | --- |
| 9   | 4   | Bujandelgerijn Bold | TF / 3:34   | Lars-Erik Skiöld | 0   | 0   |
| 4   | 4   | Ștefan Rusu         | D2 / 7:09   | Suren Nałbandian | 4   | 8   |
| 1   |     | Andrzej Supron      |             | Bez walki        |     |     |

### Runda finałowa
| TPP | MPP |                  | Wynik\|Czas |                  | MPP | TPP |
| --- | --- | ---------------- | ----------- | ---------------- | --- | --- |
|     | 0   | Andrzej Supron   | TF / 3:08   | Lars-Erik Skiöld | 4   |     |
|     | 1   | Ștefan Rusu      | 3 - 2       | Andrzej Supron   | 3   | 3   |
| 7   | 3   | Lars-Erik Skiöld | 1 - 5       | Ștefan Rusu      | 1   | 2   |